# Hartwig Akkermann
Hartwig Akkermann (* 8. Juli 1953; † 12. März 2015) war Autor für plattdeutsche und hochdeutsche Geschichten und Romane.
Er war viele Jahre freier Mitarbeiter verschiedener Rundfunkanstalten im Bereich „Unterhaltung-Wort“ und schrieb von 1997 bis 2003 für Dieter Hildebrandt Textbeiträge („Scheibenwischer“). Akkermann war Texter und Komponist für das Duo Me&You und trat seit Oktober 2005 mit einem eigenen Kabarett-Programm auf.